# Sandersdorf-Brehna
Sandersdorf-Brehna város Németországban, azon belül Szász-Anhalt tartományban. Lakosainak száma 14 398 fő (2023. december 31.).

## A város részei
Beyersdorf, Brehna, Carlsfeld, Glebitzsch, Heideloh, Köckern, Petersroda, Ramsin, Renneritz, Roitzsch, Sandersdorf, Torna és Zscherndorf.

## Népesség
A település népességének változása:
| Lakosok száma | 14 637 | 14 468 | 14 398 | 14 302 | 14 375 | 14 398 |
|               | 2013   | 2017   | 2019   | 2021   | 2022   | 2023   |

## Galéria

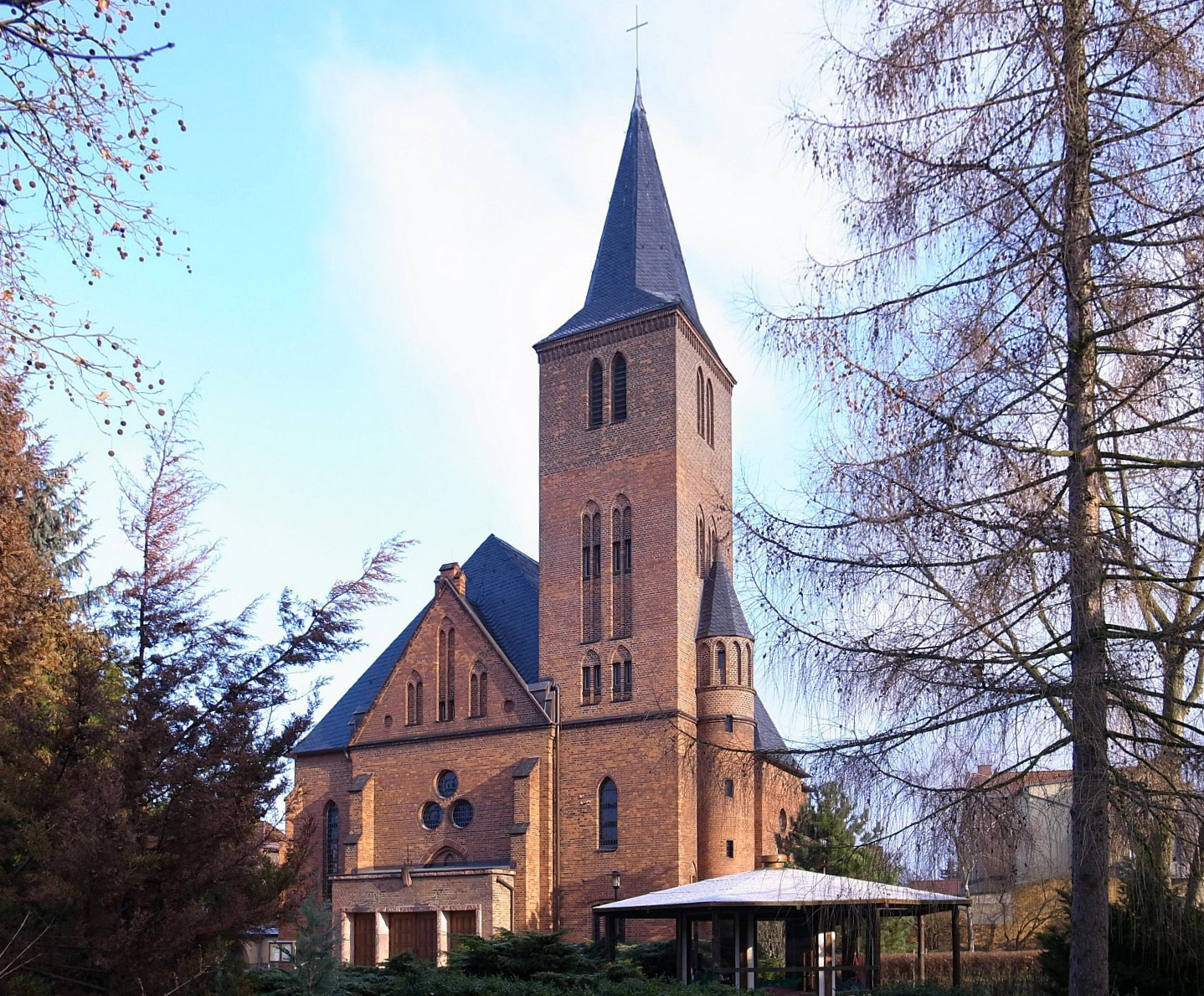
A katolikus templom
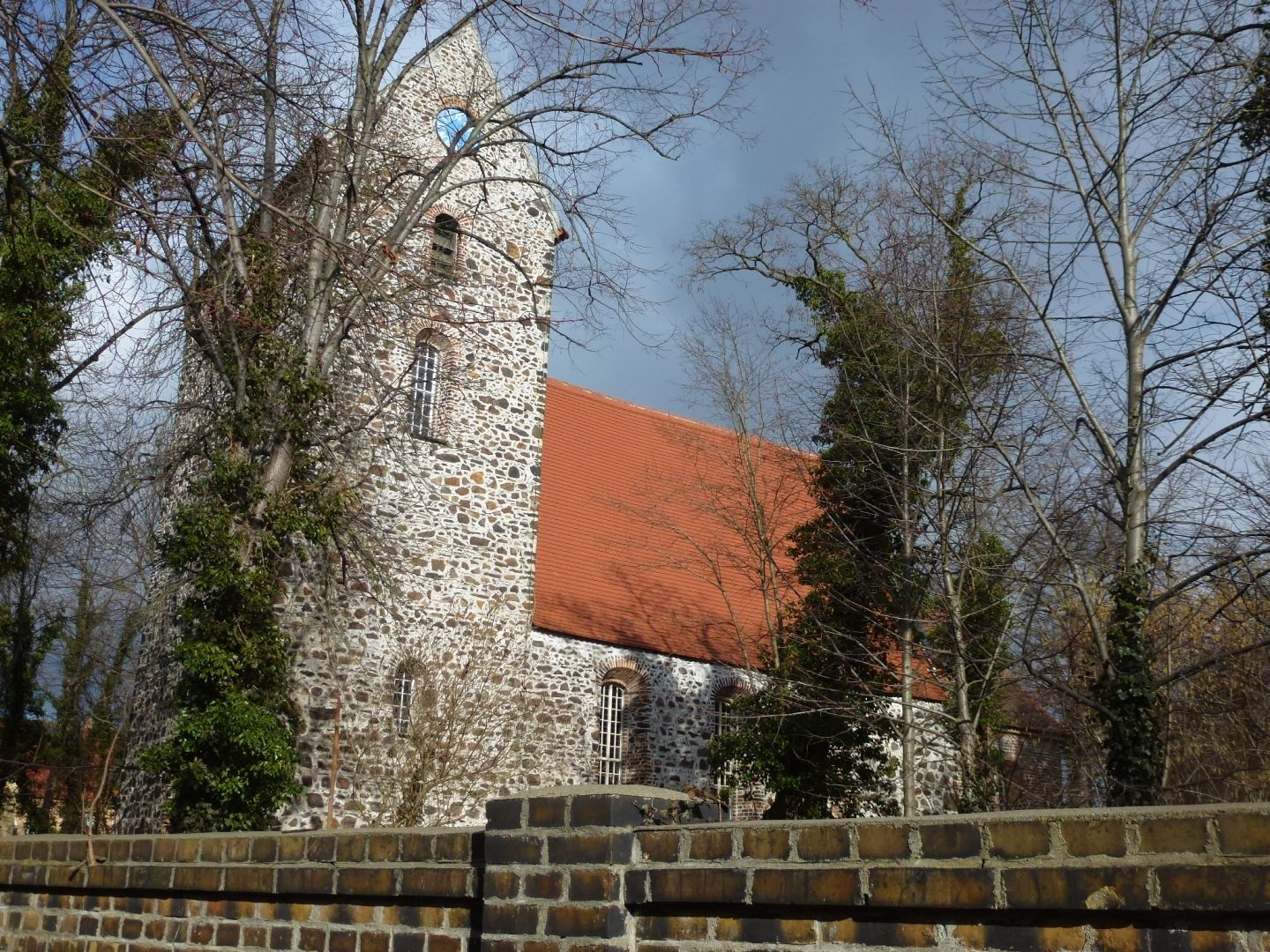
Az evangélikus templom